# Bernhard Heinrich Overberg

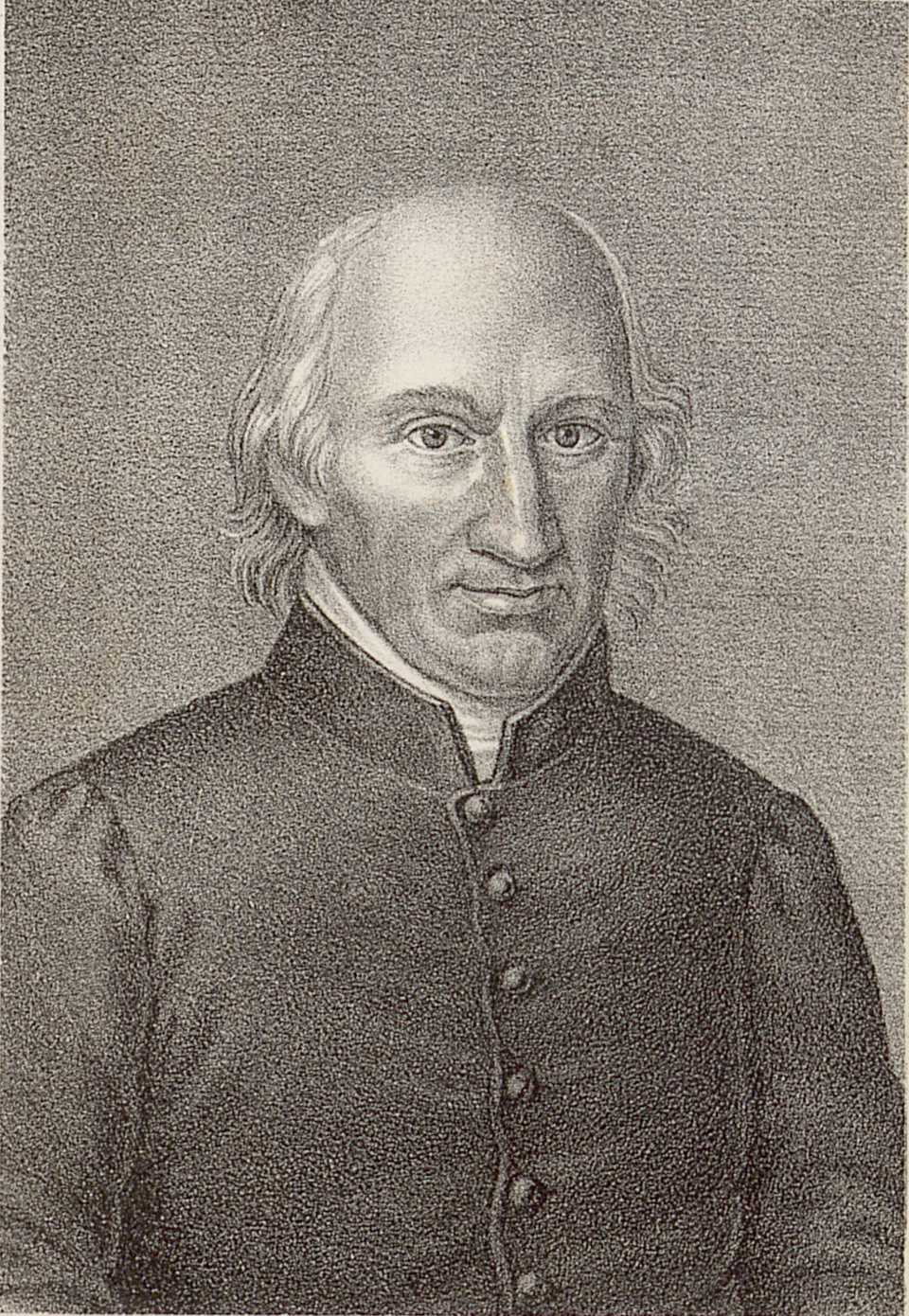
Bernhard Heinrich Overberg

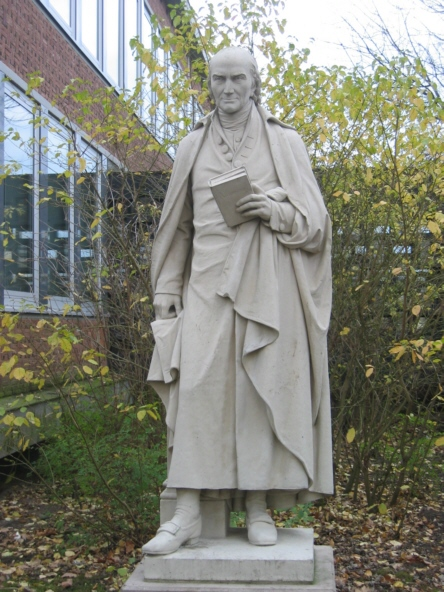
Statue Bernhard Heinrich Overbergs am Overberg-Kolleg in Münster,
geschaffen 1889 von dem Bildhauer Heinrich Fleige

Bernhard Heinrich Overberg (auch Bernard Heinrich Overberg oder Bernard Overberg; * 1. Mai 1754 in Voltlage; † 9. November 1826 in Münster) war ein deutscher katholischer Theologe und Pädagoge.

## Leben und Wirken
Bernhard Heinrich Overberg war Sohn des Töddenhändlers Bernhard Overberg und dessen Ehefrau Maria Gertrud, geb. Kerck.
Overberg wurde am 20. Dezember 1779 durch Bischof Wilhelm von Alhaus zum Priester geweiht und 1783 durch den Generalvikar Franz Freiherr von Fürstenberg als Leiter der Normalschule in Münster nach Münster berufen, wo er Unterrichtskurse für Lehrer abhielt. Damit gestaltete er als Lehrer der Lehrer das Bildungsniveau in Münster und Westfalen. 1809 ernannte man ihn zum Regens des Priesterseminars, 1816 zum Konsistorial- und Schulrat. 1818 erhielt er den preußischen Roten Adlerorden 3. Klasse. 1823 wurde er Ehrenmitglied des Domkapitels.

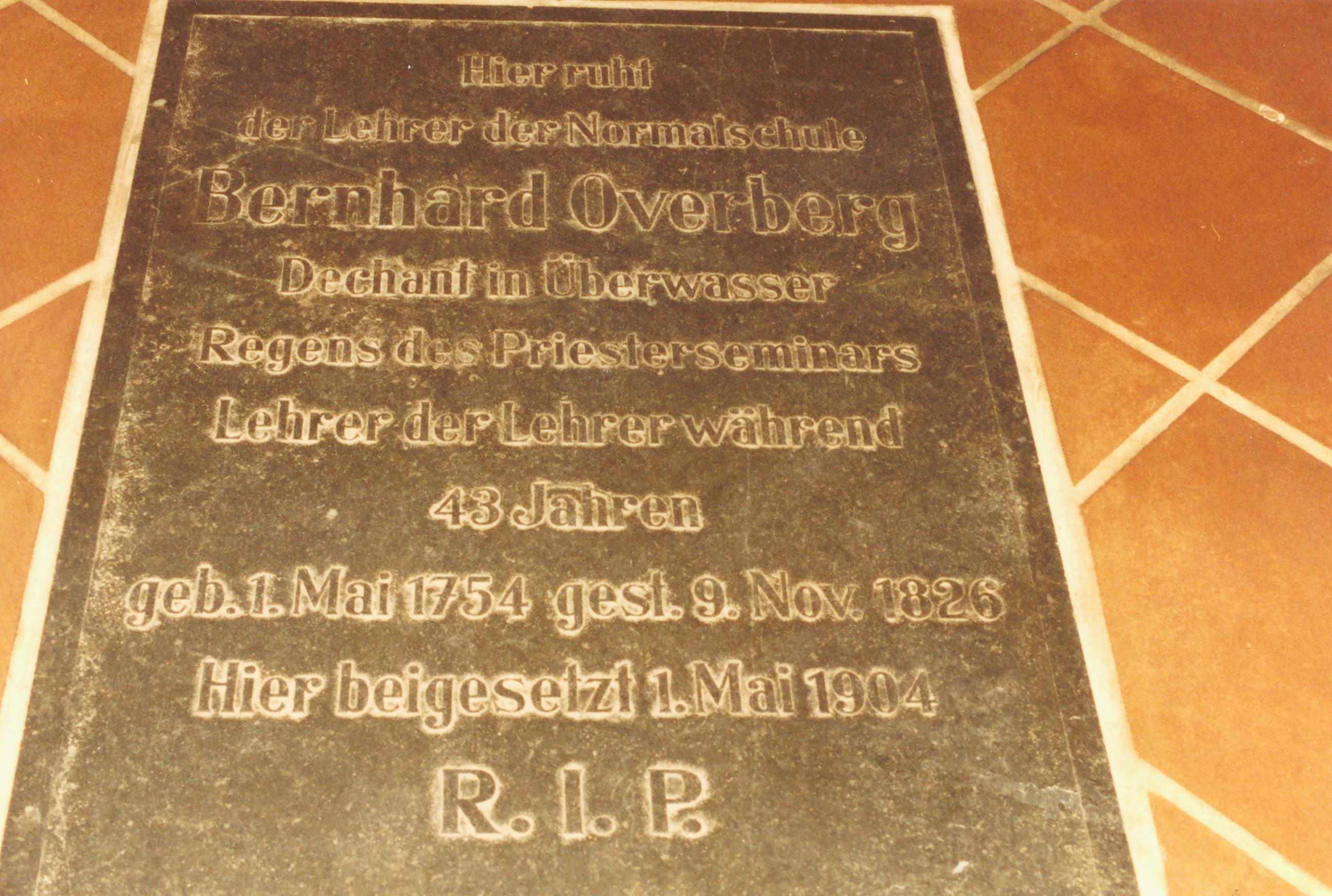
Grab Overbergs in der Überwasserkirche, Münster

Bekannt wurde Overberg durch die für ihre Zeit musterhafte „Allgemeine Schulverordnung für das Münsterland“ vom 3. September 1801. In ihr empfahl er Unterrichtsgespräche statt reinem Auswendiglernen. Ab 1789 war Overberg Seelsorger von Amalie von Gallitzin bis zu ihrem Tod 1806. Seiner Pädagogik folgte auch die Erziehung der Dichterin Annette von Droste-Hülshoff und ihrer Geschwister.
Nach Overberg sind zahlreiche Schulen und Bildungseinrichtungen benannt, so z. B. das Overberg-Kolleg in Münster, außerdem zahlreiche Straßen im gesamten Bundesgebiet. Zu seinen bedeutenden Schülern gehörte der Theologe und Pädagoge Josef Annegarn.
Anlässlich des 250. Geburtstages von Bernhard Heinrich Overberg fanden im Jahre 2004 zahlreiche Veranstaltungen in Voltlage statt. Die Abschlussmesse dieses Festjahres zelebrierte Bischof Franz-Josef Bode aus Osnabrück.
Overberg war darüber hinaus Dekan und Pfarrer von Liebfrauen-Überwasser. Sein Grab befindet sich seit 1902 im Chorraum der Überwasserkirche in Münster.

## Werke
- Anweisung zum zweckmäßigen Schulunterricht für die Schullehrer im Hochstifte Münster. Münster 1797 (ULB Münster)
- Ueber die Moden : Gespräch einer Lehrerinn mit ihren größern Pensionären, nebst einigen Anmerkungen. Münster 1807 (ULB Münster)
- Sämtliche Schriften für Schulen. Sechs Bände (in mehreren Teilen, einige bis zur 8. Auflage). Aschendorff, Münster 1800–1858.